# Faceți pariurile
Faceți pariurile (titlu original: Grudge Match) este un film american sportiv de comedie din 2013 regizat de Peter Segal. Rolurile principale au fost interpretate de actorii Sylvester Stallone și Robert De Niro.

## Distribuție
- Sylvester Stallone - Henry "Razor" Sharp
- Robert De Niro - Billy "The Kid" McDonnen
- Kevin Hart - Dante Slate, Jr.
- Alan Arkin - Louis "Lightning" Conlon
- Kim Basinger - Sally Rose
- Jon Bernthal - B. J.
- LL Cool J - Frankie Brite
- Anthony Anderson - Mr. Sandpaper Hands
- Joey Diaz - Mikey
- Camden Gray - Trey

În rolurile lor: Jim Lampley, Steve Levy, John Buccigross, Mike Goldberg, Chael Sonnen, Larry Merchant, Roy Jones, Jr., Michael Buffer, Mike Tyson și Evander Holyfield